# Ed2k
ed2k – protokół sieciowy typu P2P. Pierwszym klientem obsługującym ten protokół był eDonkey2000, stąd nazwa i wynikające z tego powodu niejednoznaczności: czasem określenie eDonkey dotyczy klienta, a czasem rodzaju sieci.
Autor protokołu ed2k opracował też protokół Overnet. Wiele aplikacji klienckich obsługuje również Overnet, dzięki czemu obie sieci ze sobą współpracują.

## Charakterystyka sieci ed2k
Sieć eDonkey jest zdecentralizowana, ale do jej pracy konieczne są komputery pełniące rolę serwerów. Zadaniem serwerów jest kojarzenie klientów, którzy wymieniają między sobą pliki. Oprogramowanie zgodne z protokołem ed2k istnieje w wersjach dla prawie wszystkich systemów operacyjnych.
W sieci ed2k plik odnajdywany jest na podstawie jego rozmiaru oraz sumy MD4. Dzięki właściwościom MD4 dwa pliki różniące się choć jednym bajtem mają zupełnie różne sumy MD4. Dla wygody ludzi używa się również normalnych nazw plików. Pliki dzielone są na fragmenty nazywane po angielsku chunks. Dzięki takiemu podejściu, podczas ściągania dużego pliku, komputer od razu staje się źródłem dla innych maszyn. Wystarczy, że z pierwszego źródła do wielu innych miejsc trafią poszczególne fragmenty pliku, a system złoży je u każdego odbiorcy w jedną całość, posługując się sumami MD4. W efekcie bardzo pożądany plik szybko się rozprzestrzenia.
Niezwykle ważne jest podkreślenie, że osoba umieszczająca w sieci ed2k plik nie musi posiadać bardzo szybkiego łącza. Jeżeli znajdzie się wielu chętnych, aby mieć ten plik u siebie, to oni staną się kolejnymi centrami jego dystrybucji. W efekcie sieć ed2k może być wykorzystana do masowego rozpowszechniania bardzo dużych ilości danych. Duże pliki mogą trafić prosto do wszystkich odbiorców bez ponoszenia prawie żadnych kosztów. Niektóre strony internetowe WWW (np. polskie osloskop.net i osiolek.com) zawierają bazy z informacjami, jakie pliki warto jest ściągnąć z sieci ed2k. Dodatkowo sam protokół przewiduje pewne mechanizmy wyszukiwania.
Fakt istnienia bardzo wielu serwerów powoduje, że aby włączyć się do sieci eDonkey, należy poszukać w Internecie listy aktywnych serwerów. Sieć ed2k jest ogromnym archiwum plików multimedialnych. Dodatkowym plusem są tu sumy kontrolne, które zapewniają mniejszą szansę na ściągnięcie uszkodzonego lub fałszywego pliku.
Do pełnego wykorzystania sieci eDonkey konieczne jest posiadanie publicznego adresu IP. Może być on dynamicznie przydzielany poprzez DHCP. Jeżeli komputer ma dostęp do sieci przez proxy lub NAT i administrator odmówi forwardowania portów, to klient ed2k otrzyma status „Low ID”. Klienty ze statusem „Low ID” mogą pobierać pliki tylko od klientów z „High ID”, natomiast klienty z „High ID” zarówno od klientów z „High ID”, jak i z „Low ID”. Status „Low ID” może więc spowodować dostępność mniejszej ilości źródeł i wolniejsze pobieranie. Jeśli pobierany plik jest bardzo rozpowszechniony, różnica nie powinna być widoczna.

## Inne klienty ed2k
Obecnie istnieje ogromna ilość darmowych i otwartych klientów tej sieci. Dużą popularność zyskał klient eMule (ang. mule – muł). eMule działa w systemie Microsoft Windows, jednak jego wersja xMule pracuje w Linuksie, aMule w Linuksie, Solarisie, FreeBSD, czy MacOS-ie. MediaVAMP jest popularny w Korei Płd.
Innym popularnym klientem sieci ed2k jest MLDonkey napisany w języku Ocaml, udostępniany na zasadach licencji GPL, pracujący na prawie wszystkich platformach i obsługujący również inne sieci p2p (np. BitTorrent czy KaZaA).